# Eusebio Bava

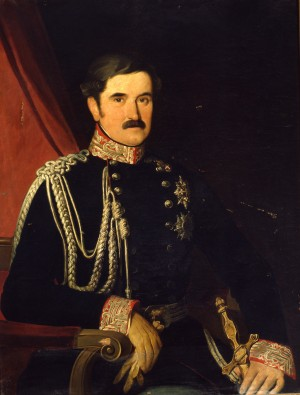
Eusebio Bava

Eusebio Bava (* 6. August 1790 in  Vercelli; † 30. April 1854 in Turin) war ein italienischer General im Ersten Italienischen Unabhängigkeitskrieg und Politiker.

## Leben
Bava wurde 1790 als Sohn eines Uhrmacher in Vercelli geboren. Im Januar 1802 trat er in die Militärschule Saint-Cyr ein. Erst 16 Jahre alt, kämpfte er 1806 als Freiwilliger Offizier mit den Franzosen im Krieg gegen Preußen und nahm an der Schlacht bei Jena und Auerstedt und an der Belagerung von Danzig teil, wo er schwer verletzt wurde. 1808 kämpfte er als Leutnant in Spanien gegen die Aufständischen in Navarra und nahm an der Belagerung von Saragossa teil. 1809 stand er an der Front gegen Portugal, wurde dort verwundet und fiel in Gefangenschaft. In Porto wurde er zur Internierung nach England eingeschifft, wo er im Dezember 1810 mit ein paar Freunden über See entfliehen konnte. Zurück in Spanien übernahm er das Kommando über eine mobile Brigade, die gegen die Guerillas im Baskenland kämpfte und wurde zum Oberleutnant befördert. Im Mai 1811 nahm er Lequeitio ein und wurde vom übergeordneten Befehlshaber für die Ehrenlegion vorgeschlagen. Im Dezember 1811 wurde er in Spanien beim leichten Infanterie-Regiment 31 zum Hauptmann befördert. 1814 nahm er unter Marschall Soult beim Rückzug über die Pyrenäen teil und kämpfte auch in der Schlacht von Toulouse. Als Napoleon gestürzt wurde, ging Bava im Juli 1814 nach Piemont, wo er und seine Veteranen von Viktor Emanuel I. begrüßt wurde und als Jäger-Bataillon in die sardische Armee übernommen wurde. 1815 nahm er an Operationen gegen Grenoble teil und wurde mit dem Orden von Heiligen Maurice und Lazarus ausgezeichnet.
1819 wurde Bava zum Major befördert und unterstützte den reaktionären Karl Felix im März–April 1821 bei der Thronübernahme. 1830 wurde Bava zum Oberst befördert und 1832 stieg er unter König Karl Albert zum Generalmajor auf. 1838 übernahm er die Führung der Turiner Division und zwei Jahre später folgte die Beförderung zum Generalleutnant. Im Jahre 1844 wurde Bava durch König Carl Albert zum Baron erhoben, er trat in das neue Kabinett ein und wurde am 3. April 1848 zum  Senator ernannt.

### Im Revolutionskrieg 1848
Nach dem Ausbruch des italienischen Aufstandes in der Lombardei erhielt Bava den Befehl über das sardisch-piemontinische I. Korps, das anfangs aus den Divisionen der Generale Broglia und Federici zusammengesetzt worden war. Am 25. März 1848 überquerten seine Truppen den Grenzfluss Tessin, bis zum 8. April gelang der Mincio-Übergang. Die Einnahme der strategisch wichtigen Brücke von Goito sicherte die Bildung eines östlichen Brückenkopfes. In zwei weiteren Gefechten am Mincio, bei Valeggio (9. April) und Monzambano (10. April), gelang ein erster Einbruch in das österreichische Festungsvierecks zwischen Peschiera und Mantua.
Am 30. April griffen seine Truppen zur Unterstützung des II. Korps (General de Sonnaz) in das Gefecht von Pastrengo ein und sicherte den Stützpunkt auf der rechten Seite der Etsch. Danach drängte das Bavas Korps, durch die Reservedivision des Kronprinzen von Savoyen unterstützt, den Feind auf das Glacis der Festung Verona zurück, wurde jedoch am 6. Mai in der Schlacht von Santa Lucia zurückgeworfen. Der Misserfolg das Verteidigungssystem einzurennen, stieß auf herbe Kritik durch den anwesenden Kriegsminister Antonio Franzini. Bavas befürchtete Abberufung vom Kommando und seine Verabschiedung in den Ruhestand wurde vom König nicht stattgegeben. Ende Mai versuchte Feldmarschall Radetzky eine große Umfassung von Mantua, das zurückgelassene Reservekorps unter General von Wocher sah sich derweil in der Schlacht von Goito bedroht. Bava befahl eine neue Operation gegen Verona, während Radetzky immer noch mit dem Gros seiner Kräfte gegen Vicenza vorging. Am 7. Juni 1848 wurde Bava zum Armeegeneral befördert. Sobald Franzini Mitte Juni zur parlamentarischen Arbeit nach Turin zurückkehrte, erhielt Bava nominell das Oberkommando der Armee. Bava ließ Anfang Juli vier Divisionen in einem Halbkreis von Goito bis nördlich von Governolo auseinanderziehen, während weitere zwei Divisionen vor Verona blockierten. Auf einer Front mit mehr als 70 Kilometer ausgedehnt, war die savoyische Armee jetzt für eigene  Angriffe überall schwach. Am 22. Juli begann die österreichische Gegenoffensive, zunächst gegen den linken Flügel und das Zentrum der Piemontesen, der jetzt vom II. Korps gebildet wurde. Nach dem Erfolg bei Staffalo (24. Juli) folgte die Niederlage in der Schlacht bei Custozza. Am 27. Juli musste Bava die Armee hinter dem Oglio zurückziehen. Vor Mailand wollte der König, unterstützt von seinem Stabschef General Salasco einen Gegenangriff wagen, den Bava den demotivierten Truppen nicht mehr zutraute.

## Letzte Zeit

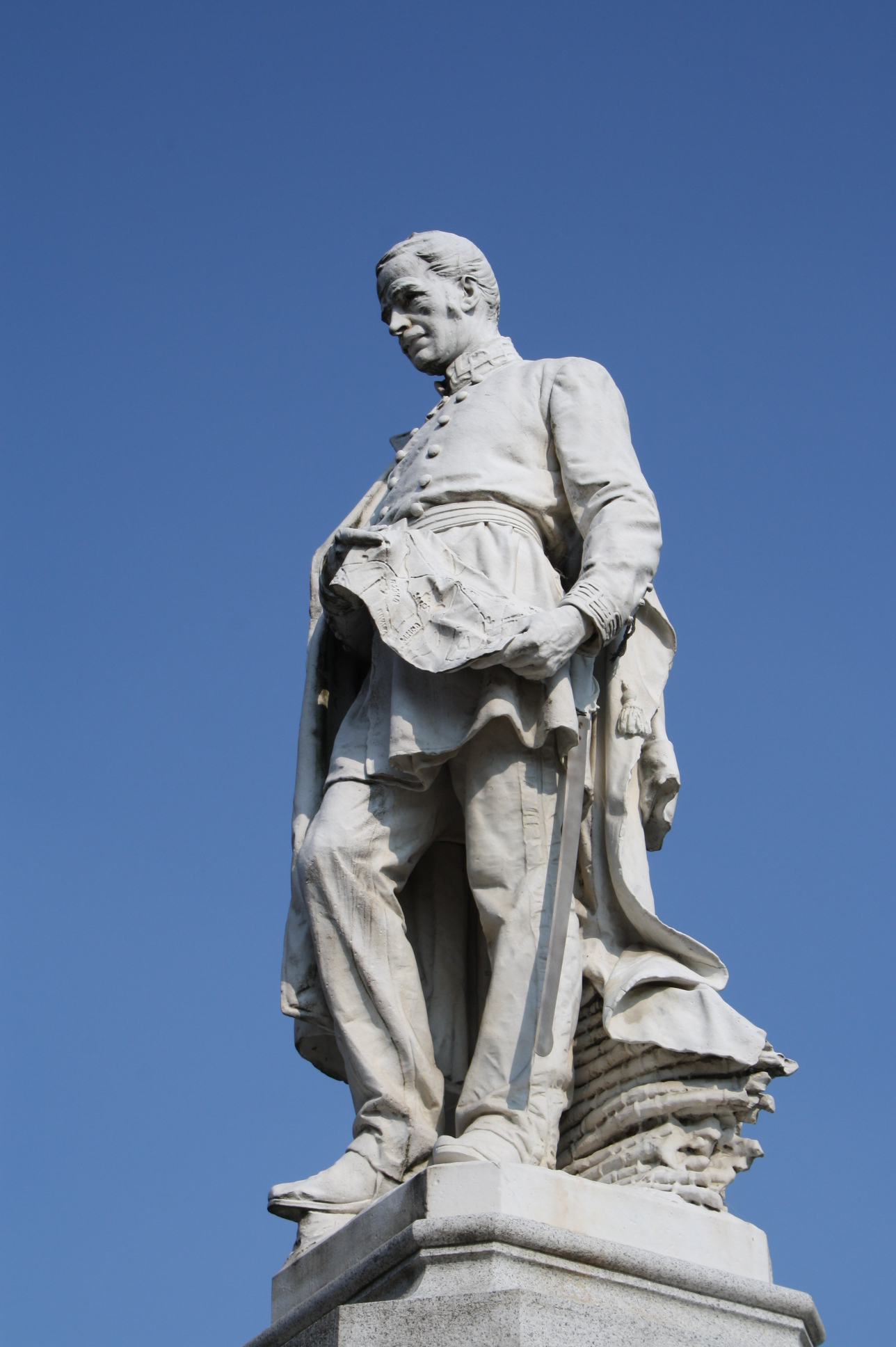
Monument des Eusebio Bava in Vercelli

Nach dem Feldzug leitete das Kriegsministerium eine Untersuchung gegen Bava an, die Presse konnte die Anschuldigungen schnell widerlegen, doch setzte sich bereits am 12. Oktober die Ernennung des Polen Chrzanowski als neuer Generalstabschef des Heeres durch. Bava veröffentlichte am 5. Dezember entlastende Dokumente, welche das Eingreifen des Königs in die operative Planung offenlegte. Das Ministerium Perrone-Pinelli beschloss General Bava zu entfernen, das am 15. Dezember installierte neue Ministerium unter Vincenzo Gioberti fällte die Entscheidung, die Wiederaufnahme der Feindseligkeiten gegen Österreich einzuleiten.
Am 7. Februar 1849 wurde Bava schließlich von allen Anschuldigungen freigesprochen, seine Ernennung zum Generalinspekteur der Armee wurde ausgesprochen, an seine Stelle als Oberbefehlshaber des Armee-Kommando wurde General Wojciech Chrzanowski gestellt. Fünf Monate nach dem neuerlich unglücklichen Feldzug in Piemont, der mit der Schlacht bei Novara (1849) endete, wurde Bava von Viktor Emanuel II. gebeten am 4. September 1849 erneut ins Ministerium einzutreten. Schon am 14. Oktober begann der junge General Alfonso La Marmora mit der nötigen Reorganisation der sardischen Armee. 1854 starb Bava überraschend im Alter von 63 Jahren.